# Кућа од срца
Кућа од срца је српска ријалити-телевизијска емисија коју је створио Жарко Лазић. Премијера је приказана 22. септембра 2014. године на Б92, док је касније преузео Пинк.

## Формат
Пројекат Кућа од срца има за циљ збрињавање најугроженијих породица на територији Републике Србије. Породице имају прилику да буду стамбено збринуте, материјално потпомогнуте, враћене у образовни систем што резултира ресоцијализацијом свих чланова породице уз акцентовање на најмлађе чланове друштва.
Оно што издваја серијал јесте чињеница да је то први српски ријалити, који се поред решавања стамбеног питања кроз грађевинске радове, бави и решавањем породичних и међуљудских односа.
Правила серијала су јасно дефинисана и гласе:
1. Изградња куће по пројекту траје 31 дан и уколико није готова серијал ту завршава, објекат остаје у затеченом стању, са поруком да се заједниица укључи и помогне у завршетку радова.
2. Да имају имовину најближих који су спремни да је уступе за изградњу Куће од срца.
3. Најближи чланови породице, пријатељи И комшије морају имати позитивно мишљење о изабраној породици.
4. Пунолетни чланови изабране породице морају бити друштвено одговорни: да нису уживаоци алкохала или дроге, као и да нису склони насиљу, а имају изражену црту о бризи за децу.

Уколико било који члан породице који је учесник серијала прекрши било које правило, серијал се прекида истог тренутка као и сама градња.